# Wallace Bridge
Die Wallace Bridge (auch bekannt als Nimrod Bridge) ist eine historische Straßenbrücke im Perry County, im US-Bundesstaat Arkansas, in den Vereinigten Staaten. Die Brücke liegt an der Perry County Road 18 und überspannt den Fourche LaFave River. Sie wird im Durchschnitt pro Tag von 40 Fahrzeugen überquert (Stand: 1987).
Die 1909 fertiggestellte Brücke hat eine Spannweite von 54,9 Meter, die Länge beträgt 64,9 Meter, die Breite 4,9 Meter. Das Fundament ist aus Beton, die Brücke selbst aus Stahl. Die Konstruktionsweise ist im Parker truss (Camelback) ausgelegt.
Im Januar 2009 beschädigte ein Lkw die Brücke, er brach beim Überqueren durch den Holzboden. Die Brücke war deshalb längere Zeit gesperrt.
Laut National Register of Historic Places besaß die Brücke von 1900 bis 1924, von 1925 bis 1949 und von 1950 bis 1974 eine historische Relevanz, als spezifische Jahre werden 1908 sowie 1958 genannt.
Die Wallace Bridge wurde am 1. August 2008 vom National Register of Historic Places unter der Nummer 08000724 als historisches Denkmal aufgenommen.